# アレクサンドル・ポスクレビシェフ
アレクサンドル・ニコラエヴィチ・ポスクレビシェフ （ロシア語: Александр Николаевич Поскрёбышев、英語: Alexander Nikolaevich Poskrebyshev 1891年8月7日 - 1965年1月3日）は、ソビエト社会主義共和国連邦の政治家、であり共和国連邦、ソビエト連邦共産党の官僚である。1917年3月にソビエト連邦共産党の党員になり、ソビエト連邦共産党中央委員会（ヨシフ・スターリン政権1928年 - 1953年）にて部長を務めた。

## 年少期
ポスクレビシェフは1891年8月7日、ロシア帝国のヴャトカ市近郊のウスペンスコエ村（the village of Uspenskoe）で靴職人の息子として生まれた。母はナジェージダ・エフィモヴナ（Nadezhda Efimovna）。兄はイヴァン（Ivan）、姉はオルガ（Olga）とアレクサンドラ（Alexandra）。医療助手になるために勉強し、1918年に卒業した。

## 政治家として経歴
ポスクレビシェフは、共産党活動の初期段階から参加していた。ロシア社会民主労働党（ボルシェビキ）（RSDLP(b)、1917年3月）に入党して間もなく、ボルシェビキ党地方支部の書記に選出された（1917年～1918年）。特別トルキスタン軍政治委員会委員（1918年～1919年）、地域軍事革命委員会および地域労働者農民代表評議会（ズラトウースト<Zlatoust>、1919年～1921年）の議長を務め、ウファ（Ufa ）でボルシェビキ党のために働いた（1921年～1922年）。1922年にソビエト連邦共産党中央委員会としてモスクワに移り、1923年には委員会の行政局長となった。
1924年から彼はスターリンのもとで働き、クレムリンに配属された。その後すぐに中央委員会の秘密部（後に特別部に改名される）の管理者となった。同年から1929年の間、彼はソビエト連邦共産党中央委員会（CPSU）の書記長室のマネージャーを務めた。
1927年、ポスクレビシェフはモスクワ国立大学の行政法学部で法学と経済学の学位を得た。
1929年5月、ポスクレビシェフはソ連共産党中央委員会の秘密部部長イヴァン・トフストゥカ（英語: Ivan Tovstukha）のもとで副部長に就任した。1930年7月22日、ポスクレビシェフは秘密部々長に昇進した。その後、1934年に秘密部は中央委員会の特別部として再編され、同年3月10日に彼は特別部々長となった。
同じく同年、ポスクレビシェフはソ連共産党第17回大会（英語: 17th Congress of the All-Union Communist Party (Bolsheviks)）で中央委員会の候補委員に選出され、ソ連共産党第18回大会（英語: 18th Congress of the All-Union Communist Party (Bolsheviks)）で正式委員となった。1935年、ポスクレビシェフは結核で亡くなったイヴァン・トフストゥカの後任としてソ連共産党中央委員会書記局の管理局長に就任した。また、スターリンの小論文に基づいて、ポスクレビシェフは「1936年ソビエト連邦憲法」と「ソビエト連邦共産党（ボルシェビキ）の歴史（英語: History of the Communist Party of the Soviet Union (Bolsheviks)）」（1938年）を執筆した。
1938年に彼はソビエト連邦最高会議の第一回代表に選出され、その後第二回（1946年）と第三回（1952年）にも選出された。ポスクレビシェフは第二次世界大戦中、モスクワに留まりスターリンと共に働いた。また軍事作戦の計画にも携わった。テヘラン会談、ヤルタ会談、ポツダム会談の各階段のための文書を準備し、ヤルタ会談とポツダム会談には参加した。第二次世界大戦後はソ連の経済再建に積極的に参画した。
ポスクレビシェフの政治経歴の絶頂期は1952年ソ連共産党政治局幹部会書記に任命され政治局の議席を得た時であった。同年のソ連共産党第19回大会（英語: 19th Congress of the Communist Party of the Soviet Union）では、ポスクレビシェフは基調演説者を行うとともに大会事務局長を務めた。しかし、数ヵ月後、ラヴレンチー・ベリヤはポスクレビシェフが秘密文書を紛失したと非難し、スターリンはポスクレビシェフを解任した。その後、これらの文書は後に発見されたがスターリンの死によりポスクレビシェフは復権することが出来なかった。
スターリンの死後、彼は短期間復帰政治局に復帰したが、1952年末に解任されポスクレビシェフの政治経歴は実質的に終了した。

## 特別な任務経歴
ポスクレビシェフの最も高い職位は、1930年に昇進した中央委員会の秘密・特別課長であった。共産党中央委員会の秘密・特別課の職務範囲は、共産党中央委員会の政治局（幹部会、政治局）、中央委員会の書記局、中央委員会の組織局（英語: Orgburo）、暗号局の業務を調整することであった。
秘密・特別課の職員には、特別課長、特別課副課長、事務長、中央委員会書記局の代理とその事務室、中央委員会政治局（幹部会、政治局）事務室、組織局、暗号局、文書保管所、登録事務所が含まれていた。秘密・特別課の職員数は当時増加し、100人を超えた。
秘密・特別課の主な仕事は、極秘文書を含む共産党とソ連の文書の管理、政治局、中央委員会書記局、組織局向けの文書の作成、これらの共産党組織の決議の作成と実施であった。このため、秘密・特別課の職員は陰謀を疑われる可能性があり、秘密・特別課職員の職務と職能も関係者にさえ秘密とされていた 。職務や秘密文書に関する情報の漏洩は、秘密・特別課職員が民事裁判なしで処罰される理由であった。
秘密・特別課の任務には、秘密文書の保管と使用の状況の管理、違反管理の調査、秘密文書の使用と保管、国家政治保安部（GPU）および内務人民委員部（NKVD）と協力して秘密情報の漏洩の調査、秘密文書の取り扱いに関する指示の作成、暗号化、アーカイブ化、および秘密情報の取り扱いに関連するその他の任務も含まれていた。
1933年、中央委員会の特別部はスターリンの指示の下で、スターリンが不在の場合にはカガノビッチの指示の下で活動するよう任命された。
1935年からポスクレビシェフは、イヴァン・トフストゥハの死後に後継者として書記長の管理局長も務めた。この職位で、スターリンの文書はすべて彼を経由することになった。この職務は相当な信頼が必要であり重要な職務だった。ニコラエフスキー（英語: Boris Nicolaevsky）は、ポスクレビシェフには文書にスターリンの署名を押印できるゴム印が与えられたと考えている。
特別部はNKVDから情報を受け取り、党の情報を報告する地区特別部のピラミッドを監督した。基本的に党内の秘密通信と安全保障問題に責任を負っていたため、非常に重要な職位であった。
ポスクレビシェフの重要度は第二次世界大戦中および戦後に高まり、スターリンの組織の一員として、またゲオルギー・ジューコフなどの将軍との連絡係として重要な役割を果たした。

## 粛清
ロシアの野党グループ「メモリアル」の調査によると、有罪判決を受けた者のリストは中央委員会の特別部門によって管理されていなかった。「メモリアル」グループは、ニコライ・エジョフが政治局のメンバー全員を個別に訪問し、有罪判決を受けた者のリストの承認を得たと述べている。
ニコラエフスキー（Nikolaevsky）は、ポスクレビシェフが「スターリンとの連絡、スターリンが何らかの理由で公然と逮捕されることを望まなかった高官の排除を監督」し「党書記局の監視」を担当していたと示唆した。この主張の根拠としてどの文書や参考文献が使われたのか、またスターリンがポスクレビシェフと中央委員会特別部門を使って誰を排除したのかは明らかではない。これらの人物が特別部門のメンバーでない限り、個人の訴追は中央委員会特別部門の職務外であった。個人の訴追の場合であっても特別部門のメンバーの数は限られており、機密のためほとんどのメンバーの運命は不明であった。
これらの推測は、彼の2番目の妻とその関係の歴史や、娘のナタリアに関する証拠とも矛盾している。娘の母親、つまり2番目の妻のブロニスラヴァ・ポスクレビシェワ（英語: Bronislava Poskrebysheva）は1939年に逮捕された。この時、ポスクレビシェフは共産党の他の著名なメンバー（例えば、ヴャチェスラフ・モロトフやミハイル・カリーニン）と同様に妻を助けることができなかった。彼女は、レフ・トロツキーとの反革命的な関係が問題視されラヴレンチー・ベリヤに告発、1941年に処刑された。
粛清の実行において主導的な役割を果たしていた個人の場合このようなケースはあまり発生しない。
対照的に、粛清におけるベリヤの主導的な役割はより明白である。ポスクレビシェフの妻の逮捕によりベリヤはポスクレビシェフをスターリンの側近から排除し、ベリヤが支配する人物と入れ替えることが可能であった。この顛末の次のステップはベリアによるスターリンを完全に支配する事だったと考えられる。
ポスクレビシェフはニコライ・エジョフの同盟者ではなかったが、ニコライ・エジョフが中央委員会事務局のメンバーであったことから、政府との協力関係が期待されていた。おそらく彼は、1938年に当時ベリヤが支配していたNKVDのグルジア機構における汚職調査の先頭に立って、ベリヤの敵意を買ったのだろう.。
パリッシュは、マゲル議員の事件を根拠に、ポスクレビシェフが党幹部の訴追に関与していたと推測した。『1941年6月6日、ポスクレビシェフは中央委員会に報告書を書き、1938年にすでに逮捕されていたレニングラード軍管区の参謀長マゲル議員を起訴した。』しかし、この事件におけるポスクレビシェフの役割は明らかではない。共産党中央委員会幹部会の委員会記録によると、マゲルはソ連国防省の決議に基づき逮捕され、セミョーン・チモシェンコもこれを承認した（1941年3月）。
彼はソ連に対する軍事陰謀の容疑で告発された。同年5月15日、彼はスターリンに無実を主張する手紙を書いた。おなじく同年6月6日、この手紙はポスクレビシェフに宛てられ、おそらくスターリンに届けられた。しかし、それにもかかわらず、同年7月20日、ソ連最高裁判所軍事評議会（英語: Military Collegium of the Supreme Court of the Soviet Union）はマゲルの事件に関して死刑判決を下した。しかしマゲルの名誉は1955年に回復されている。
特筆することとして、ポスクレビシェフはソ連の多くの芸術家や科学者が粛清や処刑を免れるのを助けている。

## コスモポリタニズム排斥との関わり
マイケル・パリッシュ（Michael Parrish）が言及している1947年と1948年のポスクレビシェフの名誉裁判所幹部会への参加は、他の情報源によって裏付けられていない。
パリッシュの主張の出所も不明瞭で、彼は公式文書を参照していない。ポスクレビシェフは、1947年1月に行われた、ゲオルギー・フョードロヴィチ・アレクサンドロフの『西洋哲学史（History of Western Philosophy）』の出版に関する議論に参加している。
最初の議論の結論は、1947年4月にアンドレイ・ジダーノフによって批判されている。
それは、ソ連閣僚会議とソビエト連邦共産党中央委員会が1947年3月28日に「ソ連の各省庁および各省庁における名誉裁判所について」を公布し 、ソ連に名誉裁判所が導入された直後のことである。
ジダーノフは最初の議論の結論に満足せず、第二回議論（1947年6月16日～25日）を組織した。第二回議論ではポスクレビシェフについては言及されていないが、第二回議論の結論はより過激なものであった。
ポスクレビシェフは、ソ連の科学者である「NGクルーエワ（N. G. Klueva）」と「GIロスキン（G. I. Roskin）」の研究にも関わっている。彼らはソ連の最初の名誉裁判の1つ（1947年6月）に参加した。1946年4月、ポスクレビシェフはクルーエワとロスキンが言及した抗がん剤の研究における技術的な問題にヨシフ・スターリンの注意を向けさせた。同年4月22日、抗がん剤を研究するための研究所が設立され、ソビエト連邦閣僚会議を通じて機器を発注した。

## 兵役
ポスクレビシェフの軍隊での地位は完全に政治将校であった。彼はトルキスタンの政治委員としてスタートし、1918年から1919年にかけては軍事革命委員会（英語: Military Revolutionary Committee）の政治部門に勤務した。第二次世界大戦中、ポスクレビシェフはソ連最高司令部の会議のほとんどに出席し、スターリンとソ連の将軍たちとの連絡役を務めた。ポスクレビシェフは1946年7月に少将に昇進した。

## 私生活
ポスクレビシェフは1日16～18時間働き、スターリンに対して驚異的な忠誠心を持ち、スターリンが行くところはどこへでも従ったと言われている
。
娘のナタリアによると
「ポスクレビシェフは第二次世界大戦中、ほぼ24時間働いていました。午前5時に帰宅し、午前10時に仕事に戻りました。ポスクレビシェフを知る人々は彼を生きた百科事典と呼んでいました。彼は常にどんなことにも答えを持っていました。」（"Poskrebyshev worked almost 24 hours a day during the Second World War. He came home at 5 am and returned to work at 10 am. People who knew Poskrebyshev called him the living encyclopedia. He always had the answer to anything."）
彼は3回結婚し、3人の娘をもうけた。

### 結婚
彼は1919年から1929年までポーランドの革命家ヤドヴィガ（Jadwiga）と結婚していたが、ヤドヴィガは1934年に結核で亡くなった。1937年に彼はブロニスラヴァ・メタリコワと結婚し、ナターシャという娘をもうけた。彼女には以前の結婚でガリアという娘がいた。ブロニスラヴァとの結婚生活は安定していたが、彼女は1939年に逮捕され、1941年に処刑された。スターリンはポスクレビシェフの2度目の釈放嘆願を無視し、代わりに「別の妻」を見つけると申し出た。これが1942年の彼の3度目の結婚につながった。この結婚で彼は3人目の娘エレナをもうけた。

### 人柄
スターリンが初めてポスクレビシェフを雇ったとき、彼はこう言ったと伝えられている。「ポスクレビシェフ、君は恐ろしい顔をしている。君は人々を怖がらせるだろう」。
しかし、ラヴレンチー・ベリヤの息子セルゴ（Sergo）によると、「実際、この男の容貌は恐ろしいというより滑稽だった。彼は肩幅の狭い小人だった。彼がテーブルに座ると、頭しか見えなかった。ひどく醜く、猿に似ていた。」1923年に初めてポスクレビシェフに会ったアレクサンダー・グレゴリー・バーマイン（Alexander Gregory Barmine）は、彼を「丸々と太った、赤い頬をした禿げ頭の小男...（彼は）私が彼を知っていた15年間で重要性と尊大さを増していった」と描写した。フルシチョフはポスクレビシェフを「スターリンの忠実な犬」と呼び、1952年には次のように書いている。
誰もがポスクレビシェフがどんな人物であるかを正確に知っており、恐れて避けていた。彼は愚かな男ではなかったが、権力を持ちすぎ傲慢に振る舞うようになった。彼は誰に対しても横柄に振る舞いスターリンの寵愛を失った幹部会のメンバーに対しては酷く卑劣な態度を取った。例えば、ヴャチェスラフ・モロトフやアナスタス・ミコヤンが失脚すると彼は悪意を持って怒鳴りつけた。ポスクレビシェフは残忍なほど攻撃的だった。（Everyone knew exactly who Poskrebyshev was and feared and avoided him. He wasn't a stupid man, but he had accumulated so much power that he had started putting on airs. He behaved haughtily with everyone and downright despicably with any member of the Politburo of the Communist Party of the Soviet Union who had fallen out of Stalin's favour. He used to snarl viciously at Molotov and Mikoyan, for instance, when they fell from grace. Poskrebyshev could be unbearably offensive.

### 登場した文学作品
ポスクレビシェフは、アレクサンドル・ソルジェニーツィンの小説『第一圏（ The First Circle）』に登場人物として登場し、その中で「将校の当番兵の魂を持っている」と描写されている。
彼の名前はロシア語の「削る（to scrape）」という言葉に由来しており、彼によく似合っていた。彼が生まれたとき、運命の女神はどういうわけか、完全な人間を作るのに必要な資質をかき集めることができなかったのだ。しかし、部下を扱うとき、このぼんやりとした禿げ頭の廷臣は非常に重要な人物になった。（His name, derived from the Russian word 'to scrape' suited him well: at his conception the Fates had somehow failed to scrape together those qualities which go to make a complete human being
But when he dealt with subordinates this dim-looking balding courtier became vastly important.）
1961年に執筆され、地下出版によって違法に配布された N・カラグジン（N. Karaguzhin）の小説『スターリンの微笑（Stalin's Smile）』では、スターリンの2番目の妻が逮捕されたときのことを皮肉を込めて描いている。

## スターリンとの関係

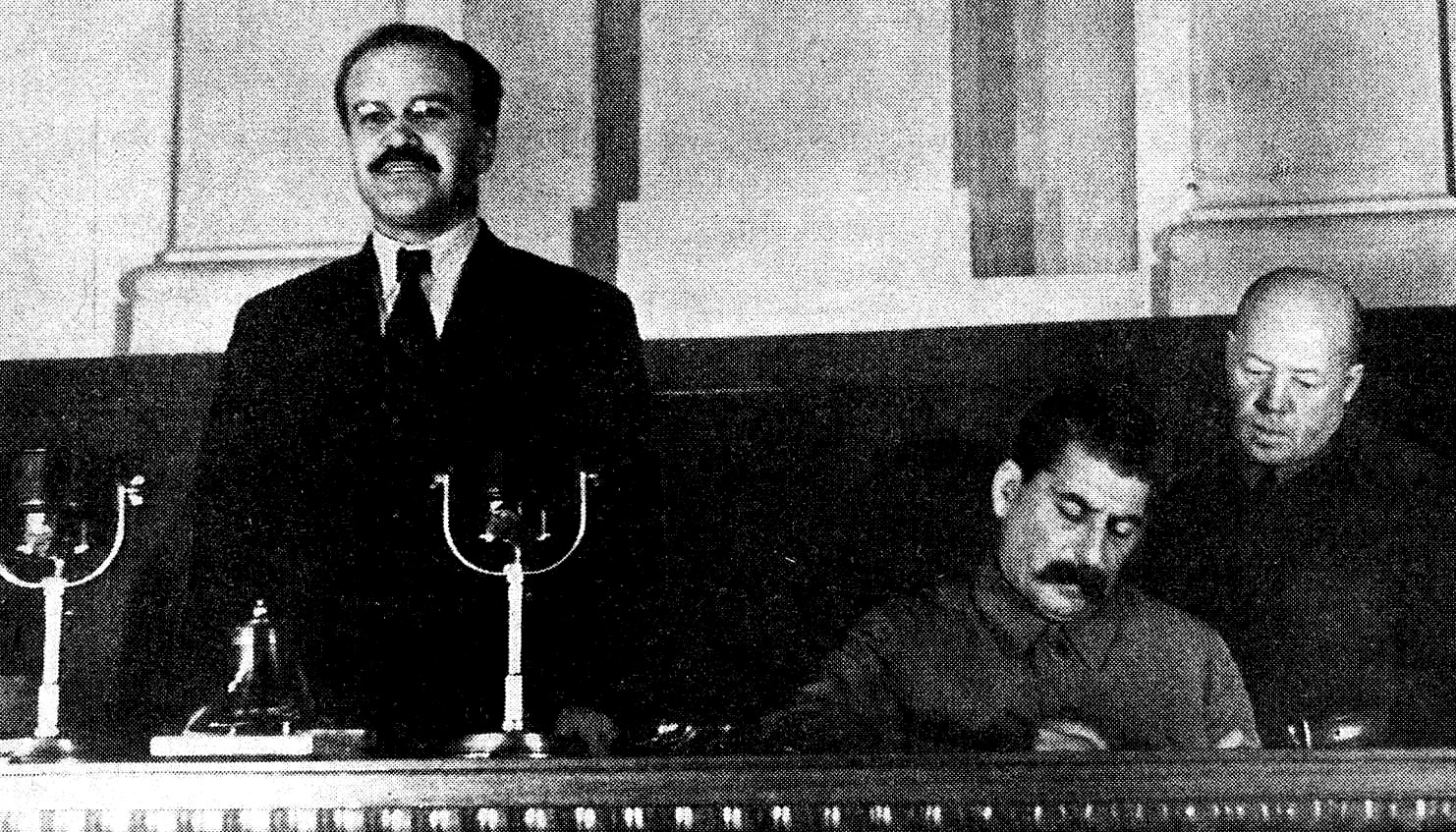
全ソ共産党第17回大会におけるモロトフ、スターリン、ポスクレビシェフ

彼はスターリンと非常に親密な関係を築いていた。ハーフォード・モンゴメリー・ハイドによれば、「スターリンが信頼した人物がいるとすれば、それはポスクレビシェフだった」と語っている。娘のナタリア・ポスクレビシェフの証言によると、スターリンと彼女の父親の関係は仕事以外では良好で優しかった。また、ポスクレビシェフの仕事について子供らは敬意を持ち協力し合っていた。
ポスクレビシェフがスターリンによって日常的に辱められていたという、身元不明の目撃者による憶測は、単なる噂話とも考えられる。彼の従順さから、ポスクレビシェフは党幹部の間では嘲笑の的になっていた。
ポスクレビシェフは個人秘書としての仕事の一環として、スターリンの口述筆記や日記の整理を行った。また、ソ連の指導者に会いたい人が最初に訪れる人物でもあった。スターリンがコーカサスのダーチャにいるときは、ポスクレビシェフとスターリンの主任ボディーガードであるニコライ・ヴラシクが特別に許可した者だけが面会できた。
ポスクレビシェフによれば、スターリンはレーニンの未亡人ナデジダ・クルプスカヤの誕生日のお祝いの最中に毒殺を命じ、彼女の遺灰はクレムリンの壁墓所の墓地に埋葬されたといわれている。

## 受賞歴
ポスクレビシェフは1939年3月に「長年の模範的な奉仕」によりレーニン勲章を授与された。彼はまた、1936年のソ連憲法と1938年のソ連共産党の歴史の起草にも貢献した。彼は1944年と1945年に戦争中の功績により2度目と3度目のレーニン勲章を受賞した。 ポスクレビシェフが4度目のレーニン勲章を受け取ったのは、1951年8月6日で、60歳の誕生日と共産党とソ連に対する功績を称えての受賞であった。ソ連から最高賞の一つを4度受賞したことで 、スターリンの腹心としてのポスクレビシェフの評判はさらに高まった。
ポスクレビシェフはまた、「1941年～1945年の大祖国戦争における対ドイツ戦勝記念メダル」と「1941年～1945年の大祖国戦争における勇敢な労働記念メダル」も受賞した。
作家ヘレン・ラパポート（英語: Helen Rappaport）は、ポスクレビシェフが大粛清の際の功績によりレーニン勲章を授与されたという憶測を発表しているが、これは歴史的に裏付けられていない（上記「大粛清」を参照）。

## 没落、引退、死
1952年、スターリンはラヴレンチー・ベリヤに圧力をかけられ、ポスクレビシェフを特別課の役職と個人秘書の職から解いた。1953年、彼は「医師の陰謀」に関与したとして政治活動から外され、強制的に引退させられた。彼は医学生であった経歴がありスターリンに薬を投与していたこともあった。彼はヴィクトル・アバクーモフとの陰謀に関与したとされた
。
スターリンとベリヤの死後、ポスクレビシェフは復権し中央委員会幹部会に就任したが、長くは続かなかった。 1956年の第20回大会でフルシチョフから非難された後
 、ポスクレビシェフは完全に引退し、残りの人生をモスクワで過ごし、1965年に同地で亡くなった。彼は第1版および第2版のソビエト大百科事典に掲載されたが第3版には掲載されなかった。